# ViensVoirMonTaf
ViensVoirMonTaf (VVMT) est une association nationale loi de 1901 créée en 2015 par Mélanie Taravant, Virginie Salmen et Gaëlle Frilet. 
Par le biais d'une plateforme numérique (www.viensvoirmontaf.fr), cette association permet aux collégiens et collégiennes scolarisés en établissements d'éducation prioritaire (REP/REP+ ; ex-ZEP) de trouver des stages de troisième partout en France,.
Depuis la création de l'association, 2 000 élèves ont pu suivre leur stage de 3e après avoir effectué des recherches sur le site de l'association.
Karim Rissouli est parrain d'honneur de ViensVoirMonTaf.

## Histoire
L'association est née en 2015 de la volonté commune de ses trois fondatrices, les journalistes Mélanie Taravant (présentatrice de l'émission C à dire ?! sur France 5), Virginie Salmen (journaliste référente des questions d'éducation sur Europe 1), et Gaëlle Frilet, professeure d'anglais au collège Gustave-Courbet de Romainville (Seine-Saint-Denis).
Partant du constat que les élèves de troisième de ce collège, faute de réseau, effectuaient souvent des stages par défaut et peu pertinents pour leur orientation, Mélanie Taravant et Virginie Salmen ouvrent leurs carnets d'adresses à ces jeunes afin qu'ils puissent trouver des stages intéressants.
L'association est officiellement fondée le 9 juillet 2015. Limitée à un seul collège à Romainville au départ, son action est ensuite étendue à toute la France. L'association est rapidement reconnue comme l'un des acteurs importants de l'accès aux stages de 3e de qualité pour les collégiens de l'éducation prioritaire, et est sollicitée à l'été 2018 pour être l'un des opérateurs du dispositif national Mon Stage de Troisième, piloté par le Commissariat général à l'Égalité des territoires. 

## Évolution
La plateforme numérique www.viensvoirmontaf est ouverte à la rentrée scolaire 2016.
ViensVoirMonTaf devient en juin 2018 l'un des opérateurs du dispositif national consacré aux stages de 3e pour les élèves de l'éducation prioritaire par la plateforme monstagedetroisieme. Ce dispositif est piloté par le Commissariat général à l'égalité des territoires, dans le cadre du PaQte. Également en juin 2018, ViensVoirMonTaf est l'un des dix lauréats du concours de la fondation La France s'engage, présidée par François Hollande, et qui récompense chaque année des initiatives innovantes et solidaires partout en France.
L'association s'installe en septembre 2018 à L'Ascenseur, un immeuble dans le quartier de la Bastille à Paris. .

## Ressources et moyens d'action
Le site www.viensvoirmontaf.fr, permet aux élèves de l'éducation prioritaire de postuler à des offres de stage de 3e. Ouverte à la rentrée scolaire 2016, cette plateforme numérique est entièrement refondue en septembre 2018. En 2018, il y a 2 800 élèves inscrits sur la plateforme pour 1 400 offres de stage. 
L'équipe de ViensVoirMonTaf intervient dans des collèges d'Ile de France, en proposant aux élèves de troisième et de quatrième différents formats d'ateliers. Ces interventions visent à sensibiliser les élèves au stage de troisième et aux enjeux de l'orientation scolaire et professionnelle.
ViensVoirMonTaf s'appuie sur un réseau de tuteurs engagés et issus d’une multitude de secteurs professionnels. Fin 2018, l'association compte plus de 1 500 structures professionnelles partenaires, parmi lesquelles le CNRS, EDF ou encore le Sénat.